# Grupo Mesón
El grupo Mesón es una unidad litoestratigráfica del Cámbrico de Argentina. Está compuesta por sedimentos siliciclásticos de origen marino de hasta 2000 m de espesor. Su base es una discordancia angular sobre materiales precámbricos.

## Antecedentes
Los primeros estudios en esta formación comenzaron a comienzos del siglo XX de la mano de Juan Keidel quién comienza con el estudio sistemático de las secuencias cámbricas en el noroeste argentino. Posteriormente, Juan Carlos Turner en el año 1960 le asigna el nombre de Grupo Mesón y sobre la base al estudio de los afloramientos en la Sierra Santa Victoria define tres formaciones: Lizoite, Campanario y Chamhualmayoc.

## Litología
El Grupo Mesón está representado por secuencias siliciclásticas constituidas principalmente por areniscas cuarzosas y en menor medida conglomerados, grauvacas y lutitas. El grupo se compone de tres formaciones: Lizoite, Campanario y Chalhualmayoc.
- La Formación Lizoite corresponde a un conglomerado basal con gradación normal. La sección superior está integrada por areniscas cuarzosas de color blanco grisáceo, que corresponden a la depositación en un ambiente marino somero. Ésta unidad se encuentra en discordancia sobre el basamento precámbrico.[1]
- La Formación Campanario se encuentra representada por secuencias siliciclásticas que representan la sedimentación en un ambiente de plataforma somera bajo influencia de la acción del oleaje. Ésta unidad está constituida por dos miembros: Miembro Verde y Miembro Morado, separados por una superficie de inundación marina. En la formación Campanario se reconocieron trazas fósiles pertenecientes a la icnofacies de Skolithos.[1]
- La Formación Chalhualmayoc corresponde areniscas con estratificación bimodal, lo cual representaría la depositación en una planicie de marea. Es semejante a la Formación Lizoite, aunque presenta trazas de Skolithos.[1]

## Ambiente
Se considera que la cuenca donde se depósito el Grupo Mesón era una cuenca episutural, producida luego de la orogenia Tilcárica. La cuenca poseía una morfología elongada de orientación N-S y dentro de ella se reconocen cuatro subcuencas. La subcuenca de Santa Victoria corresponde a la zona de mayor profundidad, el espesor máximo medido es de 2000 m. La subcuenca de Humahuaca posee un espesor máximo de 600 m pero es la de mayor extensión areal. El Grupo Mesón representa la primera ingresión marina registrada en el noroeste argentino y corresponde a un ciclo transgresivo-regresivo.

## Relaciones estratigráficas
El Grupo Mesón yace en discordancia angular sobre los depósitos precámbricos de la Formación Puncoviscana y sus intrusivos. El cierre de la Cuenca Puncoviscana dio origen a la orogenia Tilcárica, la cual generó una discordancia angular regional que representa la base del Grupo Mesón. En la mayoría de los perfiles se ha medido que la discordancia es de 30°, aunque en algunos llega a medir 90°.
El techo se encuentra representado por una discordancia producto de la fase Irúyica. Las unidades ordovícicas del Grupo Santa Victoria se encuentran en discordancia angular sobre el Grupo Mesón. Sin embargo esta discordancia no es tan pronunciada como la que se encuentra en la base del Grupo Mesón, en un perfil tomado en el cerro Lipán al sur de las Salinas Grandes se medió un ángulo de 5°.

## Edad y correlaciones
La edad del Grupo Mesón está dada a partir de las relaciones estratigráficas y en parte por las trazas fósiles halladas. La asociación Syringomorpha y Rusophycus leiferikssoni permite asignarle una edad Cámbrica inferior a Cámbrico superior. El estudio bioestratigráfico de la formación Santa Rosita permitió asignarle una edad cámbrica tardía a tremadociana. Sobre la base de los estudios paleontológicos se establece el límite superior del Grupo Mesón en el Cámbrico medio-tardío